# Abetone Cutigliano
Abetone Cutigliano är en kommun i provinsen Pistoia i regionen Toscana i Italien. Kommunen hade 2 048 invånare (2018).
Kommunen Abetone Cutigliano bildades den 1 januari 2017 genom en sammanslagning av de tidigare kommunerna Abetone och Cutigliano.